# Verwaltungsgemeinschaft Wieratal
La Communauté d'administration de la Wiera (Verwaltungsgemeinschaft Wieratal), fondée en 1992, réunit cinq communes de l'arrondissement du Pays-d'Altenbourg en Thuringe. Elle a son siège dans la commune de Langenleuba-Niederhain.

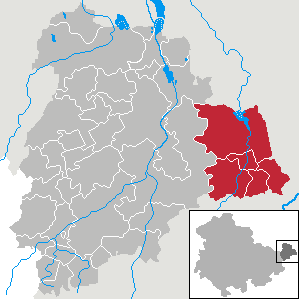
La communauté d'administration de la Wiera

La communauté regroupe 3 657 habitants en 2010 pour une superficie de 75,38 km2.
Communes (population en 2010) : 
- Frohnsdorf (296) ;
- Göpfersdorf (234) ;
- Jückelberg (321) ;
- Langenleuba-Niederhain (1 928) ;
- Ziegelheim (878).

La commune de Ziegelheim a rejoint la communauté en 1994.

## Démographie
| 1995  | 2000  | 2005  | 2010  |
| ----- | ----- | ----- | ----- |
| 4 202 | 4 063 | 3 923 | 3 657 |